# Orquestra Filharmònica de Nova York
L'Orquestra Filharmònica de Nova York (en anglès New York Philharmonic) és l'orquestra simfònica americana més antiga (1842) i una de les més reputades. Sol tocar a l'Avery Fisher Hall, una sala de concerts del Lincoln Center de Nova York.

## Direcció
- Alan Gilbert (2009–present)
- Lorin Maazel (2002-2009)
- Kurt Masur (1991–2002)
- Zubin Mehta (1978–1991)
- Pierre Boulez (1971–1977)
- George Szell (1969–1970)
- Leonard Bernstein (1958–1969)
- Dimitri Mitropoulos (1949–1958)
- Leopold Stokowski (1949–1950)
- Bruno Walter (1947–1949)
- Artur Rodzinski (1943–1947)
- John Barbirolli (1936–1941)
- Arturo Toscanini (1928–1936)
- Willem Mengelberg (1922–1930)
- Josef Stransky (1911–1923)
- Gustav Mahler (1909–1911)
- Vassili Safonov (1906–1909)
- Walter Damrosch (1902–1903)
- Emil Paur (1898–1902)
- Anton Seidl (1891–1898)
- Theodore Thomas (1877–1891)
- Leopold Damrosch (1876–1877)
- Carl Bergmann (1855–1876)
- Theodore Eisfeld (1848–1865)
- Ureli Corelli Hill (1842–1847)
- John Finley Williamson, aquest va dirigir 110 concerts amb aquesta orquestra.